# Leif Vollebekk
Leif Vollebekk est un musicien canadien habitant Montréal, originaire d'Ottawa et né en 1985. Il a étudié la philosophie en Islande. Auteur, compositeur, interprète et multi-instrumentiste, Vollebekk est signé sur les labels Secret City Records depuis Twin Solitude, son troisième album. Il a déjà accompagné en tournée, ou en première partie, Karkwa, Cœur de pirate, Émilie Simon, Daniel Lanois, Gregory Alan Isakov, Patrick Watson et Sinéad O'Connor. Il a collaboré avec Stéphanie Lapointe en 2014, où sa voix a été comparée à celle de Jeff Buckley. Il collabore également avec Julien Sagot (percussionniste de Karkwa) sur le premier album solo de ce dernier, Piano Mal.
Ses albums Twin Solitudes et New Ways ont été nommés sur la longue liste du Prix Polaris en 2017 et 2020 respectivementé
Il dit être inspiré par Leonard Cohen et Bob Dylan.

## Discographie
- 2010 : Inland
- 2013 : North Americana
- 2013 : Borrowed time (EP)
- 2017 : Twin Solitude
- 2019 : New Ways
- 2022 : New Waves (EP)[11]
- 2024 : Revelation[12]